# Tokaj
Tokay (o también, en húngaro, Tokaj) es una ciudad situada a orillas del río Tisza, en el condado de Borsod-Abaúj-Zemplén, en el noreste de Hungría.

## Vinos de Tokaj
Tokaj es la principal ciudad de una región vitivinícola conocida como Tokaj-Hegyalja, cuyos viñedos y territorios están compartidos entre el norte de Hungría y el sur de Eslovaquia. Los vinos elaborados en esa región, así como su variedad de uva, famosos en todo el mundo, se conocen como «Tokay» o «Tokaji» (ambos términos son de misma pronunciación que el nombre de la ciudad de Tokaj: «tocái»). Durante siglos muchos países han utilizado los términos «Tokaj», «Tokay» o «Tocai» para designar variedades propias de uva o vinos propios, pero una ley de 2007 protege las variedades de uva y los vinos de la región de Tokaj. Desde ese año solo los vinos de Tokaj-Hegyalja tienen derecho a esas denominaciones.